# فاني إليانور وليامز
فاني إليانور وليامز (بالإنجليزية: Eleanor Williams)‏ هي أمصالية ‏ أسترالية، ولدت في 4 يوليو 1884 في أديلايد في أستراليا، وتوفيت في 16 يونيو 1963 في ملبورن في أستراليا.